# Clara Pardo Gil
Clara Pardo Gil (Madrid, 1962) fue presidenta de la ONG española Manos Unidas (desde mayo de 2016 a mayo de 2022).

## Biografía
Tras estudiar en el colegio Alemán (Madrid), se licenció en Derecho y Ciencias Económicas en la Universidad Pontificia de Comillas (ICADE). Entre 1986 y 2002 ocupó diversos puestos de responsabilidad en diversas entidades empresariales y financieras, como: ABN Bank, Acciona, Banco del Progreso, Bestinver, entre otras.
En junio de 2002 se integró como voluntaria en Manos Unidas, trasladándose a Sierra Leona, para colaborar en la reconstrucción del país, ya que su población había salido recientemente de una guerra civil. De regreso a España, coordinó la actividad de Manos Unidas en Asia (2006-2016). También formó parte de la Comisión Permanente de Manos Unidos (2009-2015).
En mayo de 2016 fue elegida la XIII presidenta de Manos Unidas durante tres años. Asumió su cargo con el compromiso de seguir trabajando por los más necesitados “porque tenemos una deuda con ellos y con esas grandes mujeres que hace casi sesenta años decidieron declarar la guerra al hambre y plantaron la semilla de lo que hoy es Manos Unidas". En mayo de 2019 fue reelegida por un periodo de tres años más al frente de dicha institución.
Con motivo del LX aniversario de Manos Unidas, Pardo insiste en que junto con la caridad, ahora hay que insistir en la virtud de la justicia.
Habla cuatro idiomas: alemán, francés, castellano e inglés.
Está casada y es madre de dos hijos.